# Valle de Lemos

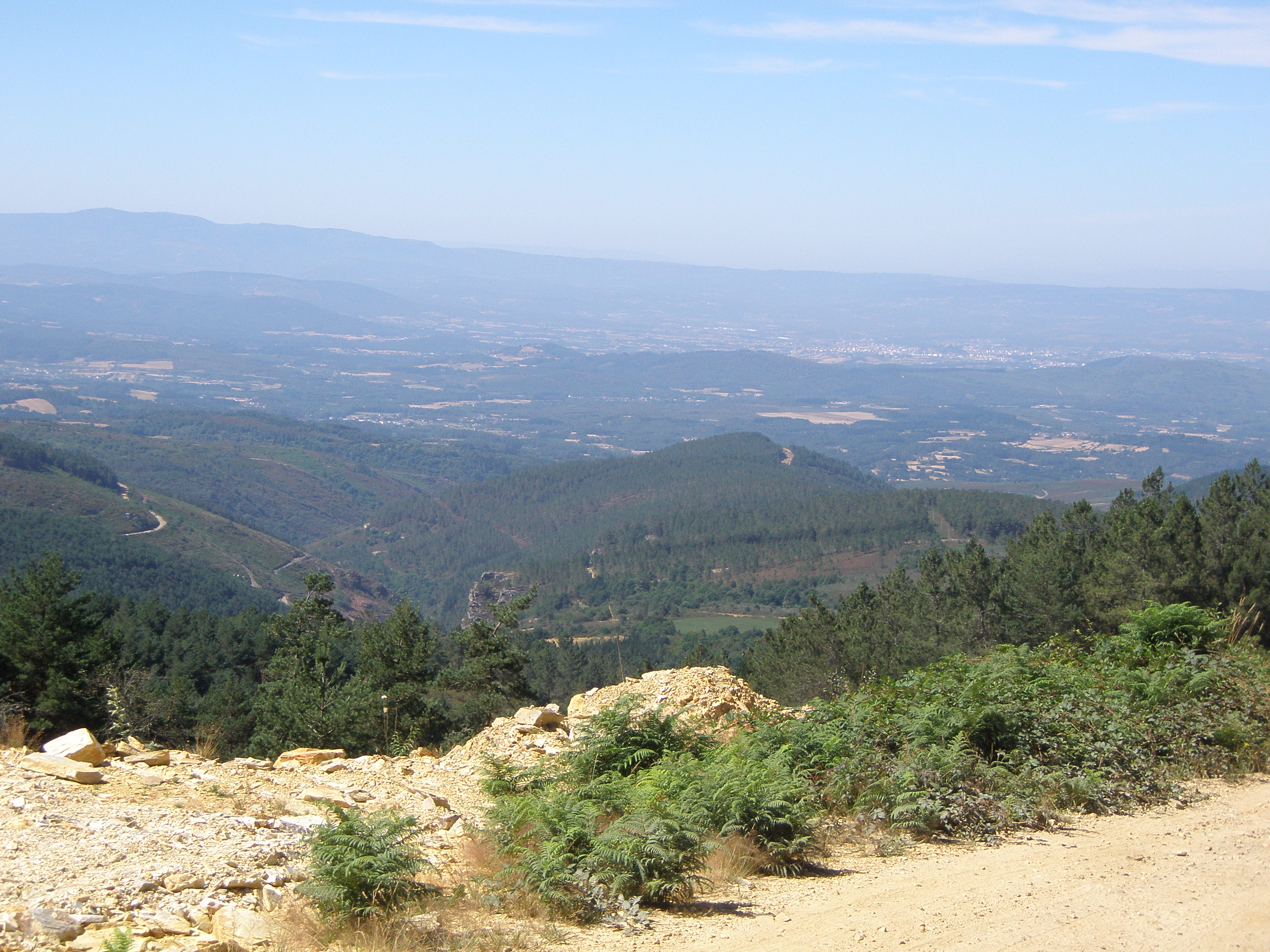
El Valle de Lemos visto desde Veneira de Roques, en la sierra del Caurel.

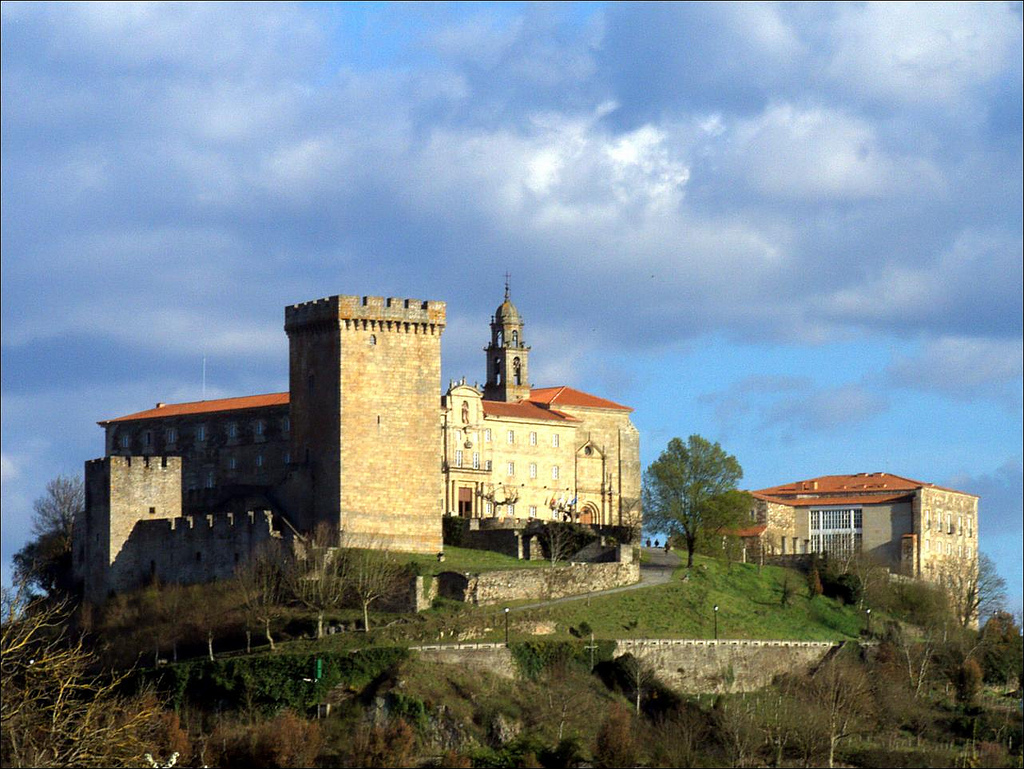
Vista del castillo de Monforte de Lemos, ciudad más importante del Valle de Lemos.

El Valle de Lemos es una comarca natural española que constituye una extensa planicie ubicada al sur de la provincia de Lugo, en Galicia.
Ocupa la mayor parte de la comarca de la Tierra de Lemos y corresponde con la depresión tectónica del río Cabe y sus afluentes, coincidiendo con una sucesión de superficies de aplanamiento a distintos niveles y dominadas por la sensación de planitud, solo alterada por los cañones de los ríos Cabe, Miño y Sil y por los contrafuertes occidentales de la vecina sierra del Caurel. Es una de las comarcas naturales mejor delimitada por la depresión del sector central, enmarcada por una serie de montañas circundantes.

## Geografía
El valle de Lemos limita al este con la Sierra del Caurel. Al norte el río Mao separa el valle de Lemos de unas pequeñas sierras, detrás de las cuales se encuentra el Valle de Sarria. Por el oeste limita con numerosas sierras, como la Sierra de las Penas o los Montes de San Paio, que lo separan del río Miño. Por el sur limita con el río Sil y sus cañones.

### Altitud
La altitud del valle oscila entre los 200 y 700 metros, teniendo su mayor parte una altitud inferior a los 450 metros. Cabe destacar pequeñas sierras como las de Pedrouzos y del Moncai, y algunos montes como:
- San Ciprián (659 m.)
- Castillón (571 m.)
- Covallo (564 m.)
- Moncai (531 m.)
- Penelas (482 m.)
- Tralomoredo (451 m.)
- Lavide (360 m.)

### Hidrografía
Numerosos ríos cruzan el valle de Lemos, perteneciendo todos ellos a la cuenca hidrográfica del Cabe, afluente del Sil. El Cabe atraviesa el valle en dirección NE-SO, recibiendo las aguas de numerosos afluentes como los ríos Cinsa, Carabelos, Ferreira, Mao y Saa, y pasando por el casco urbano de la ciudad de Monforte de Lemos, situada aproximadamente en el centro del Valle de Lemos.

### Clima
El clima es oceánico-continental muy cálido propiciado por el valle del río Miño y por las altas montañas del Courel. Se caracteriza por una temperatura media que oscila entre los 12-14 °C, con unas precipitaciones de menos de 1.000 l/m² anuales y con un riesgo de helada de unos 4-5 meses. En verano se dan sucesivos registros con temperaturas muy altas, que llegan a rozar los 40 °C.

## Cultivo de la vid
El terreno y las condiciones climatológicas hacen que el territorio del Valle de Lemos sea bueno para el cultivo de la vid, perteneciendo sus tierras a la D.O. Ribeira Sacra.

## Comunicaciones
Las principales carreteras del valle son la N-120, la LU-546 y el corredor CG-2.1. También lo cruzan las líneas de ferrocarril Monforte-Redondela y León-La Coruña, que confluyen en la estación de Monforte de Lemos.